# Брайтнау
Брайтнау (нем. Breitnau) — община в Германии, в земле Баден-Вюртемберг. 
Подчиняется административному округу Фрайбург. Входит в состав района Брайсгау — Верхний Шварцвальд.  Население составляет 1958 человек (на 31 декабря 2010 года). Занимает площадь 39,90 км².